# إيرني سميث (كاتب أغاني)
إيرني سميث (بالإنجليزية: Ernie Smith)‏ هو كاتب أغاني جامايكي، ولد في 1 مايو 1945.

## وصلات خارجية
- إيرني سميث على موقع ميوزك برينز (الإنجليزية)
- إيرني سميث على موقع أول ميوزيك (الإنجليزية)
- إيرني سميث على موقع ديسكوغز (الإنجليزية)